# レッドシューズ (映画)
『レッドシューズ』は、2022年制作の日本の映画。同年12月9日に北九州市で先行公開された後、2023年2月24日に全国公開された。監督は雑賀俊朗、主演は本作が映画初主演となる朝比奈彩。
夫を亡くし経済的に困窮する中、義母が育てている幼い一人娘の親権を取り戻すため、女子ボクシングの世界王者を目指すシングルマザーの姿を描く。

## 制作
朝比奈がYouTubeでキックボクシングのトレーニングをする動画を雑賀が見つけ、その目つきと身体能力に惚れ込んでオファーをかけ、コロナ禍で撮影が延期になったこともあり、約1年かけて練習と肉体改造に取り組んだ。
2021年6月から7月にかけて雑賀の地元である北九州市の全7区でオールロケが行われた。

## キャスト
太田真名美
演 - 朝比奈彩
夫を亡くし、生活に困窮するシングルマザーのボクサー。真っ直ぐな性格で生き方が下手。
義母に移ってしまった娘・エミの養育権を取り戻すために世界タイトル戦に挑む。
谷川拓巳
演 - 市原隼人
谷川ボクシングジム会長で由佳の兄。真名美のトレーナー。
谷川由佳
演 - 佐々木希
弁護士。真名美の理解者で、常に真名美の味方となり支える。
太田仁志
演 - 森崎ウィン
真名美の夫。彼女の一番の理解者だったが、病でこの世を去った。
佐藤志穂
演 - 観月ありさ
介護施設「もやい聖友会」での真名美の先輩ヘルパー。真名美を親身に支える。
太田葉子
演 - 松下由樹
仁志の母。真名美の義母。エミの養育権を争う事態になってしまっている。
太田エミ
演 - 野田あかり
真名美の一人娘。
芹沢なつみ
演 - 小野木里奈
世界フライ級チャンピオン。真名美とタイトルマッチをすることになる。
佃信介
演 - せんだみつお
介護施設「もやい聖友会」の問題入居者。志穂にセクハラをし、庇った真名美が留置場に入れられてしまう。

## スタッフ
- 監督：雑賀俊朗[1]
- 脚本：保木本真也、上杉京子[13]
- 音楽 - Marina M[14]
- 主題歌：岡本真夜「カナリア」（ドリーミュージック）[15]
- 音楽プロデューサー：森啓
- エグゼクティブプロデューサー：神品信市[16]
- プロデューサー：藤田修、江守徹[17]
- Coプロデューサー：小池唯一
- アソシエイトプロデューサー：金澤秀一
- ラインプロデューサー：竹森昌弘
- 撮影：出口朝彦
- 照明：金子拓矢
- 録音：甲斐匡
- 美術：岩井憲
- ヘアメイク：金森恵
- 衣装：松本人美
- 助監督：井木義和
- 制作担当：石井修之
- 編集：石井康裕
- 音響効果：柴崎憲治
- 後援：北九州市、北九州商工会議所、北九州中小企業経営者協会、北九州青年会議所、日本ボクシングコミッション
- 協力：北九州フィルム・コミッション、スターフライヤー、安川電機、九州医療スポーツ専門学校、BOAT RACE若松、折尾ボクシングジム、九州シネマ・ポート
- 特別協賛：ラック、セーフティーステップ、アシバックス、カーベル
- 配給：S・D・P[18]
- 宣伝：ギグリーボックス
- 企画・制作：サーフ・エンターテイメント[17]
- 製作：映画レッドシューズ製作委員会（ミライ・ピクチャーズ・ジャパン、サーフ・エンターテイメント、S・D・P、アンザスインターナショナル、レアル、RKB毎日放送、コスモグループ、ASTRAX CRUISE、ドリーミュージック、西日本新聞社）

## 出品
- 2022年 ファンタジア国際映画祭 - ワールドプレミア上映[19]